# Mira (film)
Mira is een Nederlands-Belgische film uit 1971 van Fons Rademakers. Het verhaal is gebaseerd op het boek De teleurgang van den Waterhoek van Stijn Streuvels en tot scenario bewerkt door Rademakers' vaste filmscenarist Hugo Claus en Magda Reypens. In Vlaanderen werd voor de titel de naam Mira of de teloorgang van de Waterhoek gekozen.

## Verhaal
De Waterhoek is een gehucht aan de Schelde dat zijn rust dreigt te verliezen wanneer van hogerhand wordt besloten een brug over de rivier te bouwen. De meeste dorpelingen verzetten zich, terwijl sommigen brood zien in deze modernisering. Tussen beide kampen schippert de sensuele Mira, die aanhoudt met alles wat een broek draagt. Onder wie haar eigen oom, de zoon van de leider van het verzet tegen de brugbouw. Haar oom wordt opgepakt en Mira trouwt met de ingenieur-bouwer van de brug, maar dit lijkt een uitzichtloos bestaan. Mira gaat uiteindelijk haar eigen weg.

## Rolverdeling
| Acteur                 | Personage          |
| ---------------------- | ------------------ |
| Willeke van Ammelrooy  | Mira               |
| Jan Decleir            | Lander             |
| Carlos Van Lanckere    | Deken Broeke       |
| Luc Ponette            | Maurice Rondeau    |
| Roger Bolders          | Sieper             |
| Mart Gevers            | Manse              |
| Mark Willems           | Treute             |
| Charles Janssens       | Snoeke             |
| Josephine van Gasteren | Moeder van Maurice |
| Fons Rademakers        | Notaris            |
| Romain Deconinck       | Landmeter          |
| Ann Petersen           | Hospita            |
| Ward de Ravet          | Rijkswachter       |
| Bert André             |                    |
| Jo Gevers              |                    |
| Camille D'havé         | Boswachter         |
| Freek de Jonge         | Spikkerelle        |
| André van den Heuvel   |                    |
| Bob Bernaerd           |                    |
| François Bernard       |                    |
| Marc Bober             |                    |
| Willy de Bruyne        |                    |
| Roel D'Haese           |                    |
| Frans Denturck         |                    |
| Lo van Hensbergen      |                    |
| Helen Pink             |                    |
| Willy de Swaef         | Sjampetter         |
| Jenny Tanghe           |                    |
| Theo Hijzen            |                    |
| Oswald Maes            |                    |
| Eddy Spruyt            |                    |
| Hilda Van Roose        |                    |
| Mia Van Roy            | Gedubde stem       |

## Achtergrond
De Nederlandse speelfilmindustrie in de jaren 70 werd gekenmerkt door veel seks in films. Mira was een van de eerste waarin blootscènes voorkwamen en daarom ontstond er veel ophef. Volgens Rademakers droeg dit bij aan de publiciteit die de film vergaarde. Van Ammelrooy eiste dat tijdens het opnemen van haar naaktscènes zo min mogelijk mensen aanwezig waren op de set. Bovendien vertelde ze Rademakers dat ze niet wilde dat haar schaamhaar vastgelegd zou worden op beeld. Pas bij de première ontdekte ze dat Rademakers die laatste wens niet had vervuld.
De schrijver van het boek was betrokken bij de besprekingen van het scenario, maar overleed voordat de film werd voltooid. Bij uitbrengst spraken de critici gematigd over de film. Niettemin ontstond er grote belangstelling onder het publiek. De film werd een commercieel succes en wordt tegenwoordig beschouwd als de productie die de bloeiperiode van de Nederlandse film inluidde. Volgens Paul Verhoeven deed de film het publiek beseffen dat ook Nederlandse films 'artistieke diepgang' konden hebben.

## Trivia
- De naam van de film ligt aan de basis van de politiezone Mira die het gebied bestrijkt waar de film zich afspeelt (Avelgem-Anzegem-Waregem).
- De film werd grotendeels opgenomen in Berlare (Oost-Vlaanderen). Het gehucht waar deze film werd opgenomen heet nu "Waterhoek". Het veer bestaat nog altijd. De "nieuwe" brug ligt over de rivier de Durme, op de grens tussen de gemeentes Waasmunster en Hamme (Oost-Vlaanderen) en staat nu gekend als de Mirabrug.
- Het schip “Amical” waarop de liefdesnacht van Mira en Jan Decleir werd vastgelegd is vandaag in collectie van het Antwerpse Museum Aan de Stroom.